# پارک ملی المپیک
پارک ملی المپیک (به انگلیسی: Olympic National Park) نام پارکی طبیعی در ایالت واشینگتن در ایالات متحده آمریکا است.
این مکان یک میراث جهانی یونسکو در آمریکا می‌باشد.